# Indépendance du Luxembourg

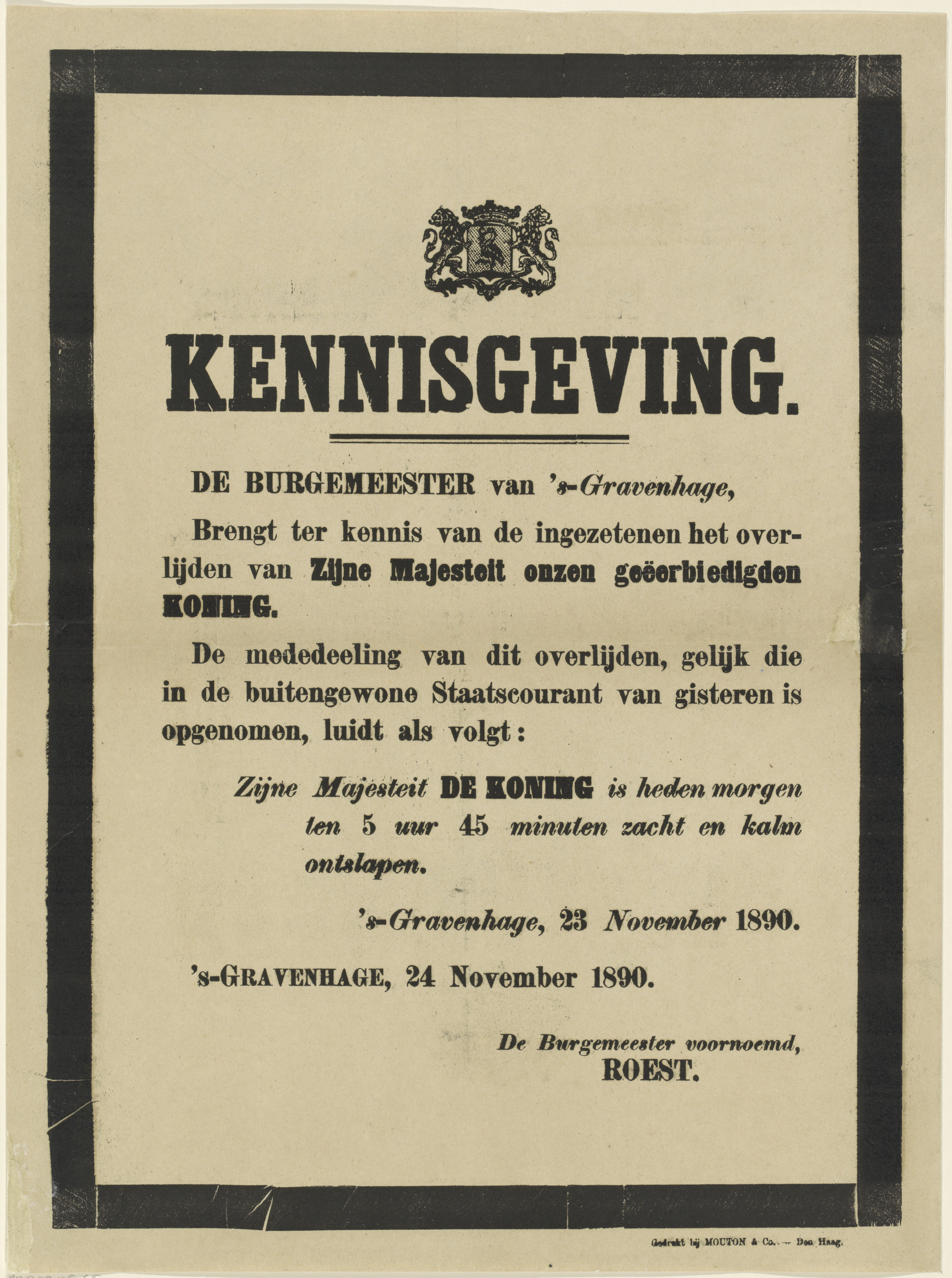
Le décès du dernier « roi-grand-duc », Guillaume III, le 23 novembre 1890, met fin à l'union personnelle qui reliait le grand-duché de Luxembourg aux Pays-Bas.

L'indépendance du Luxembourg s'opère de facto le 23 novembre 1890 lorsque l'union personnelle qui le reliait aux Pays-Bas s'achève avec le décès, sans héritier mâle, du dernier « roi-grand-duc » Guillaume III, celui-ci étant à la fois le roi des Pays-Bas et le grand-duc de Luxembourg.
Toutefois, il est communément admis qu'elle se soit forgée petit à petit au travers d'un long processus de construction d'une identité nationale luxembourgeoise, sans qu'aucun consensus à propos d'une véritable date officielle n'ait jamais été trouvé bien que plusieurs fassent débat depuis la création du grand-duché de Luxembourg, le 9 juin 1815.

## Genèse et chronologie des évènements liés à l'indépendance luxembourgeoise
Jusqu'en 1890, l'actuel Luxembourg était un territoire privé octroyé à titre personnel et héréditaire à la maison d'Orange-Nassau par le congrès de Vienne en 1815. En effet, désireuses de redéfinir les cartes de l'Europe à la fin de l'époque napoléonienne, les grandes puissances décident de reprendre une partie du territoire de l'ancien duché de Luxembourg et de l'ériger en un grand-duché. Ainsi nait le grand-duché de Luxembourg, le 9 juin 1815.
Plusieurs évènements clefs de l'histoire du Luxembourg vont alors jalonner le processus d'indépendance :
- 1815 : le grand-duché est officiellement fondé mais mais en tant que possession personnelle et héréditaire de la monarchie néerlandaise, créant une situation d'union personnelle avec le royaume uni des Pays-Bas. De plus, il est intégré de la confédération germanique, fondée par la même occasion.
- 1830 : la participation luxembourgeoise à la révolution belge favorise grandement l'annexion du grand-duché de Luxembourg par la Belgique le 16 octobre 1830. Celle-ci n'est pas reconnue par le roi-grand-duc Guillaume Ier qui décrète, le 31 décembre 1830, la séparation administrative du grand-duché et des Pays-Bas, après que la conférence de Londres ait dissout le royaume uni des Pays-Bas et reconnu l'indépendance de la Belgique dès le 20 décembre. Cette situation créée la question du Luxembourg et offre des alternatives au Luxembourgeois qui commencent à entrevoir la possibilité de se détacher de la maison d'Orange-Nassau.
- 1839 : le traité des XXIV articles oblige la Belgique à rendre une partie du grand-duché de Luxembourg au roi des Pays-Bas, Guillaume Ier. Il acte également la scission du grand-duché de Luxembourg, qui perd plus de la moitié de son territoire, cédée à la Belgique et devenue la province de Luxembourg.
- 1840 : Guillaume II succède à son père en tant que grand-duc de Luxembourg (et roi des Pays-Bas). Il déclare[2] : « Je veux que le Luxembourg soit gouverné par les Luxembourgeois. »
- 1841 : une ordonnance royale grand-ducale octroie au grand-duché sa première Constitution, indépendante de la loi fondamentale du royaume uni des Pays-Bas à laquelle il était soumis jusqu'alors (excepté pendant la période d'annexion à la Belgique).
- 1843 : Le traité de Maastricht fixe définitivement les frontières du Luxembourg telles que nous les connaissons aujourd'hui[3].
- 1848 : la révolution luxembourgeoise de 1848 contraint le roi-grand-duc d'accepter plusieurs réformes et d'adopter une nouvelle Constitution, plus libérale.
- 1866 : la confédération germanique est dissoute à la suite de la victoire de la Prusse contre l'empire d'Autriche lors de la bataille de Sadowa. Suivant la croissance du mouvement d'unification allemande, la confédération de l'Allemagne du Nord est créée en retour, mais le Luxembourg n'en fait pas partie et est donc libéré des relations qu'il entretenait avec les autres états allemands, ainsi que de l'emprise de la Diète germanique.
- 1867 : la crise luxembourgeoise éclate lorsque le Second Empire français de Napoléon III souhaite racheter le Luxembourg à la maison d'Orange-Nassau, mais la Prusse s'y oppose et se montre également intéressée dans le cadre de l'unification allemande. Le traité de Londres, signé le 11 mai 1867, règle définitivement la question en proclamant la neutralité du grand-duché de Luxembourg.

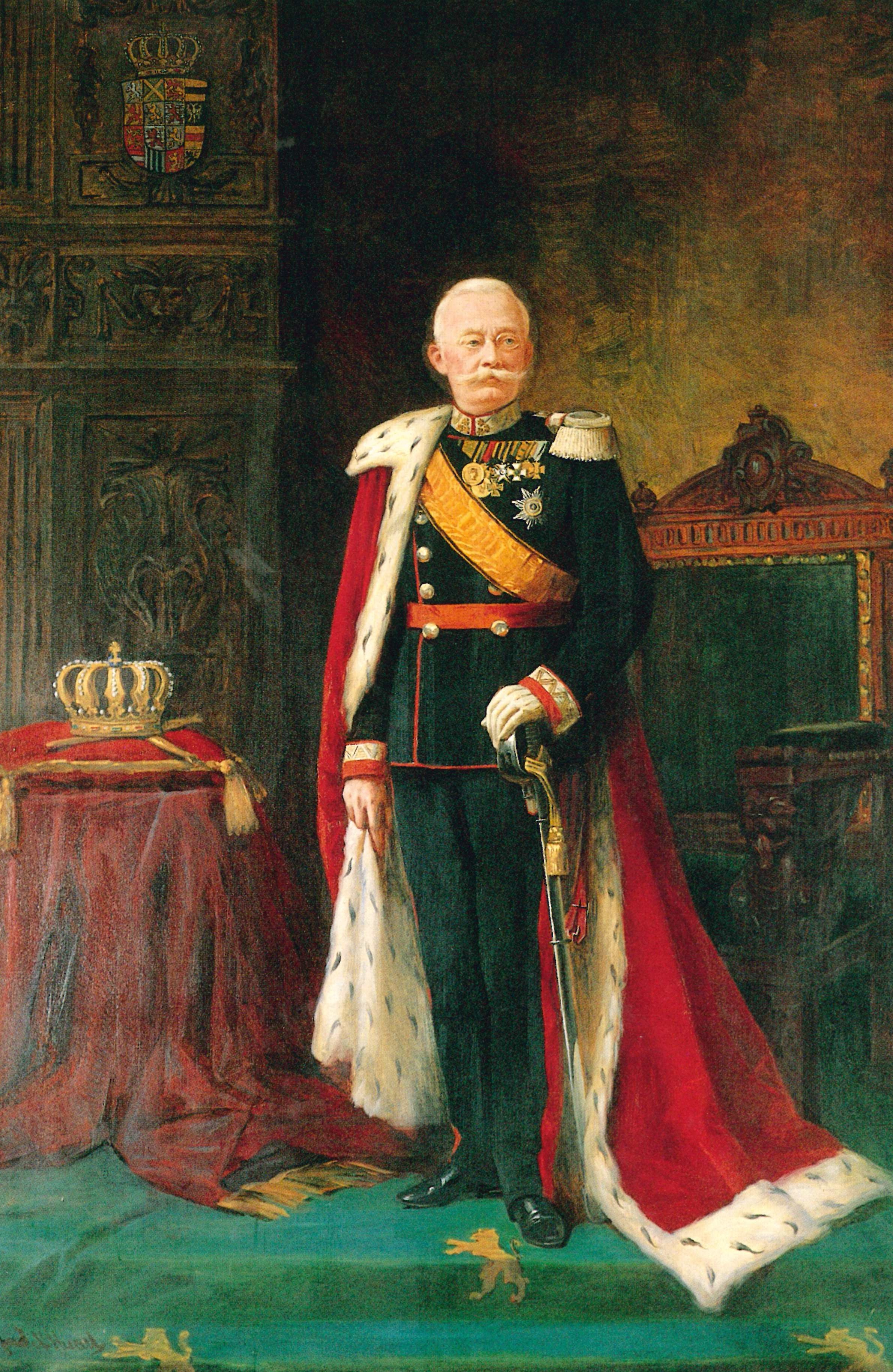
Adolphe de Nassau-Weilbourg succède à Guillaume III et devient le Le premier grand-duc de Luxembourg indépendant de la maison d'Orange-Nassau.

- 1890 : la mort de Guillaume III met fin à l'appartenance du grand-duché à la maison d'Orange-Nassau par le pacte conclut en 1793 entre les différentes branches de la maison de Nassau qui dispose qu'en cas d'extinction des mâles dans une branche, les possessions familiales passent à la branche suivante. C'est ainsi que le successeur de Guillaume III est Adolphe Ier de la branche des Nassau-Weilbourg qui règne sur un territoire ayant gardé son titre de grand-duché mais cette fois délié de toute autre appartenance ou ingérence étrangère.

## Tentatives de définition d'une date d'indépendance
Les différentes tentatives de trouver une date à l'indépendance du Luxembourg font encore aujourd'hui débat. Voici les principales :

### 1815
Le Luxembourg existe en tant que grand-duché depuis l'acte final du congrès de Vienne le 9 juin 1815, qui définit ses frontières comme suit :

« Le grand-duché de Luxembourg se composera de tout le territoire situé entre le royaume des Pays-Bas, tel qu'il a été désigné par l'article 66, la France, la Moselle jusqu'à l'embouchure de la Sûre, le cours de la Sûre jusqu'au confluent de l'Our, et le cours de cette dernière rivière jusqu'aux limites du ci-devant canton français de Saint-Vith, qui n'appartiendra point au grand-duché de Luxembourg. »

Toutefois, le premier grand-duc de Luxembourg, Guillaume Ier, étant également le souverain des Pays-Bas, le fait soumettre à la loi fondamentale du royaume uni des Pays-Bas. En effet, la constitution néerlandaise, adoptée le 24 août 1815, dispose que : « Le grand-duché de Luxembourg, tel qu'il est limité par le traité de Vienne, étant placé dans la même souveraineté que le royaume des Pays-Bas, sera régi par la même loi fondamentale, sauf ses relations avec la confédération germanique ».
Si le 9 juin 1815 est bien la date officielle de création du grand-duché de Luxembourg, elle ne peut donc être que difficilement considérée comme la date d'une réelle indépendance du Luxembourg. Toutefois, l'historien luxembourgeois Arthur Herchen y voit « le commencement de la période d'indépendance nationale ».

### 1830

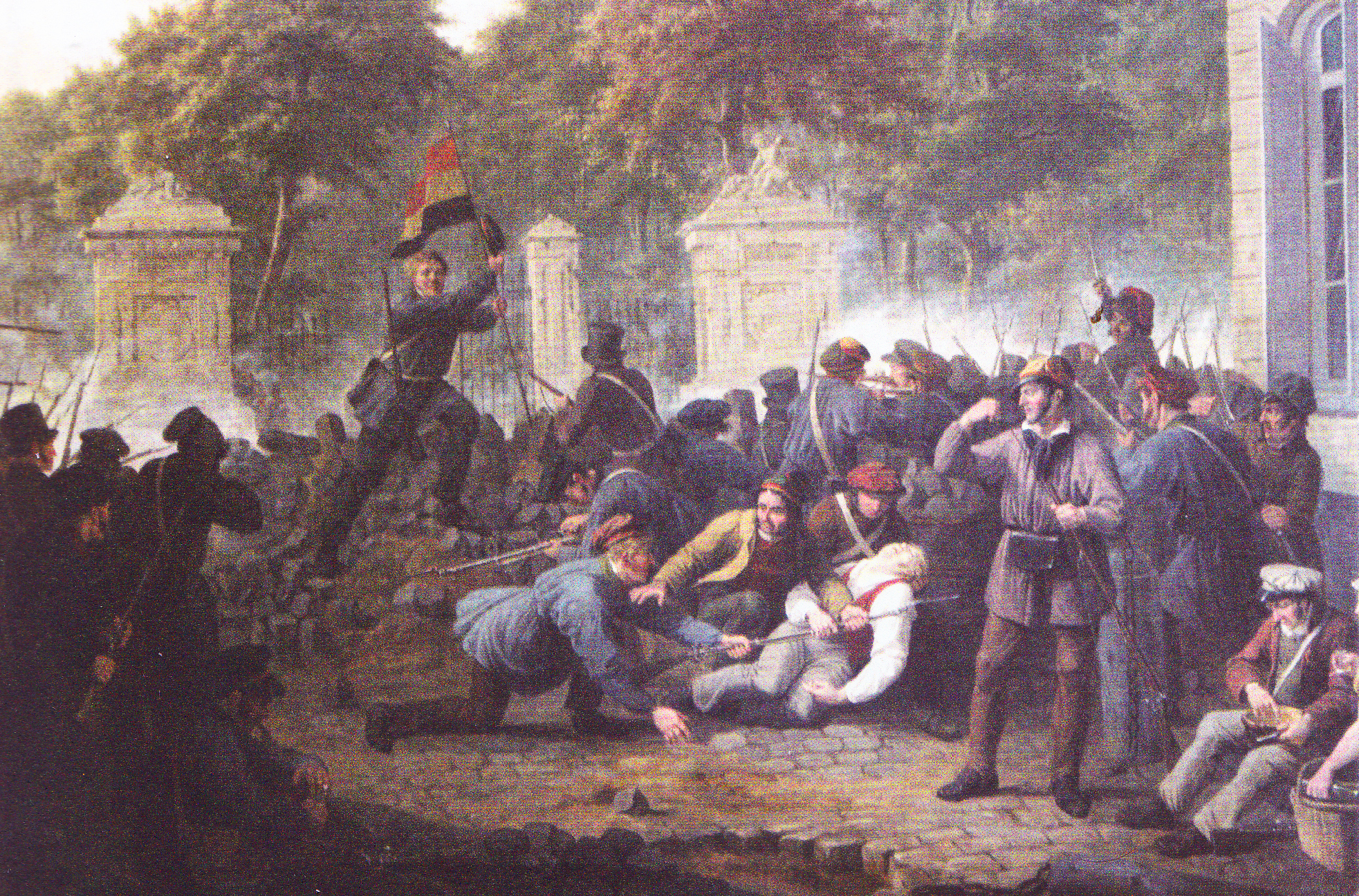
La révolution belge, à la quelle les Luxembourgeois participent massivement contre le régime du Royaume uni des Pays-Bas. Toile de Constantin Fidèle Coene.

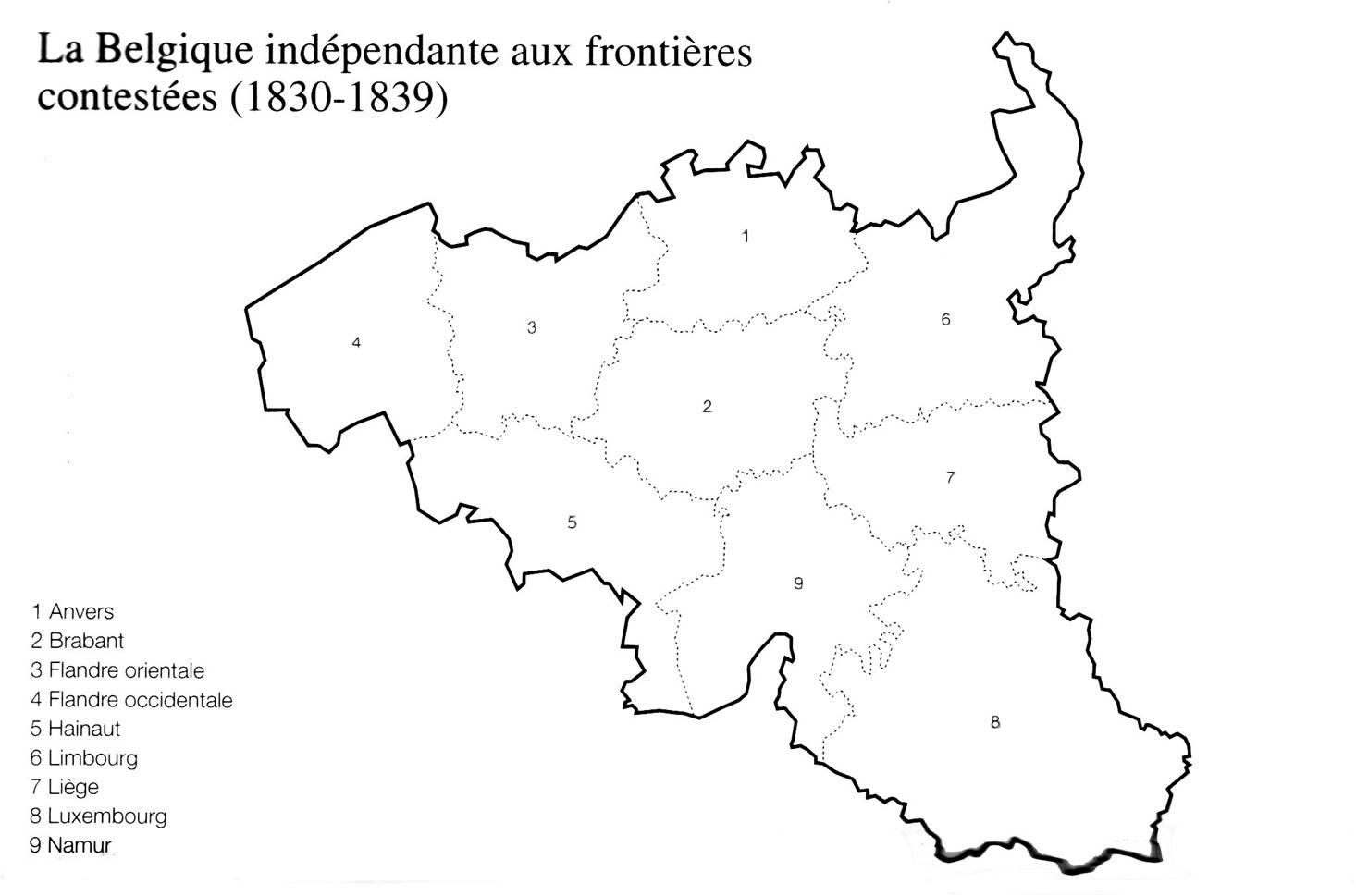
Les frontières de la Belgique, après l'annexion du Luxembourg du 16 octobre 1830.

La révolution belge, qui survient fin août 1830, bouleverse le grand-duché de Luxembourg en lui offrant l'occasion de se joindre à l'insurrection de 1830 dans les Pays-Bas méridionaux. Ses habitants partagent en effet globalement les même griefs à l'égard du gouvernement de La Haye et il n'en faut pas plus aux Luxembourgeois pour se rallier massivement au mouvement belge. Ceci engendre deux conséquences majeures pour le Luxembourg :
- Côté belge, après avoir déclaré son indépendance du Royaume uni des Pays-Bas, la Belgique annexe le grand-duché de Luxembourg le 16 octobre 1830 et créé sa neuvième province : la province de Luxembourg. Elle ne peut toutefois pas l'administrer totalement en vertu de l'appartenance du grand-duché à la confédération germanique et de la présence en conséquence d'une garnison de l'armée prussienne dans la puissante forteresse de Luxembourg. Le chef-lieu est donc temporairement délocalisé à Arlon, le temps qu'un compromis puisse être trouvé eu égard à la situation de la ville de Luxembourg. Une première convention est signée le 20 mai 1831, réduisant de quatre à deux lieues le rayon, centré autour du glacis de la forteresse, dans lequel l'autorité du grand-duc de Luxembourg et du gouverneur du Luxembourg demeure d'application. Ce rayon inclut toujours la ville de Luxembourg et quelques villages de sa banlieue.

- Côté néerlandais, Guillaume Ier ne reconnait ni l'indépendance de la Belgique, ni, encore moins, son annexion du grand-duché. Toutefois, considérant les évènements de ralliement des Luxembourgeois à la cause belge, un arrêté royal grand-ducal du 31 décembre 1830 dispose de la séparation administrative des deux états. L'article premier est ainsi rédigé[8] : « À partir du 1er janvier 1831, Notre Grand-Duché de Luxembourg sera gouverné par Nous, distingué et séparé du Royaume des Pays-Bas. » Le gouverneur du Luxembourg, Jean-Georges Willmar, invente[9] quant à lui le terme de « nationalité luxembourgeoise » dans sa proclamation du 6 octobre 1830 dans laquelle il parle d'« une nationalité propre, sous la garantie de la Confédération germanique, est attachée au sol Luxembourgeois » .

Malgré la séparation administrative actée par les Pays-Bas, 1830 ne peut donc pas non plus être considérée comme une réelle date d'indépendance puisque le Luxembourg était alors belge, selon le voeu même de la majorité des Luxembourgeois, à l'exception du mouvement orangiste. Certains parlent plutôt des évènements de 1830 comme première étape de la naissance de l'état Luxembourgeois, en attendant que celui-ci se dote d'une constitution, comme Luc Heuschling, professeur de droit constitutionnel à l'université de Luxembourg. Il en résulte le début de la question du Luxembourg qui perdurera encore pendant près d'un siècle.

### 1839

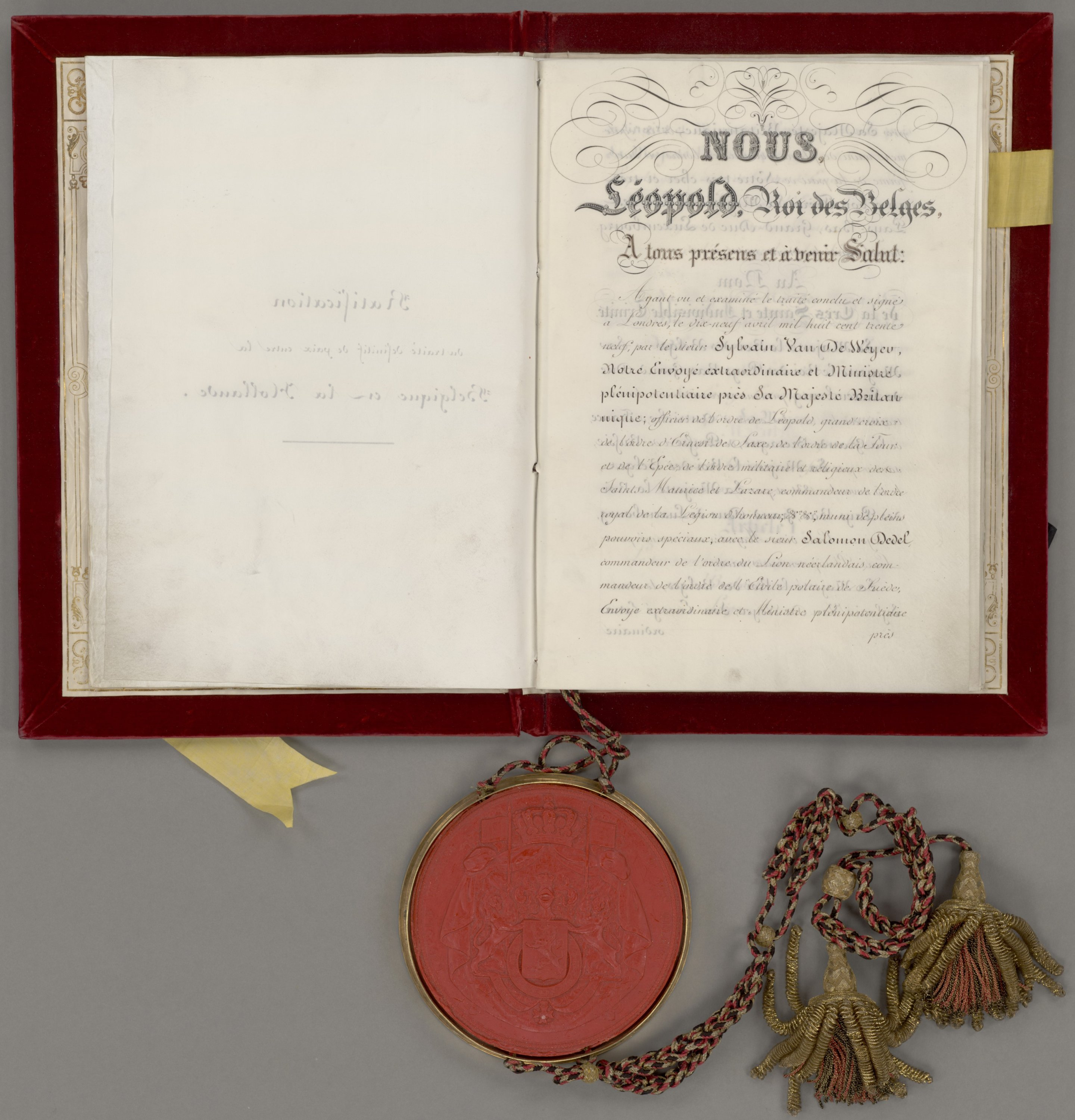
Le traité des XXIV articles, signé le 19 avril 1839, est souvent cité comme l'une des dates possibles de l'indépendance du Luxembourg.

1839 est souvent vue comme la date de la troisième partition du Luxembourg.

À la surprise générale, Guillaume Ier finit par accepter le traité des XXVII articles, datant du 15 novembre 1831, qui lui rétrocède la moitié orientale du grand-duché, la Belgique gardant la partie occidentale sous la forme de la province de Luxembourg. La situation de l'annexion du grand-duché de Luxembourg par la Belgique étant restée dans un statut quo et la fin de la guerre belgo-néerlandaise par la convention de Zonhoven du 18 novembre 1833 ayant rabattu les cartes, il faut de nouvelles négociations pour mettre à jour les conditions. Un nouveau traité est signé le 19 avril 1839 : le traité des XXIV articles. Ce-dernier entérine définitivement la scission du Grand-duché de Luxembourg selon des critères linguistiques et politiques : la Belgique obtient le « quartier wallon », de langues latines, ainsi que le Pays d'Arlon, de langue luxembourgeoise.
Toutefois, on ne peut pas encore parler d'indépendance puisque le grand-duché demeure un territoire privé, appartenant à titre héréditaire à la maison d'Orange-Nassau, continuant de former une union personnelle avec les Pays-Bas. De plus, bien que la séparation administrative des deux états ait été signée de jure en 1830 et que les états provinciaux du Luxembourg tinrent leur dernière séance le 5 mars 1831, la transition de l'administration belge à une nouvelle forme de gouvernement doit encore s'opérer. Le Luxembourg étant par exemple, toujours dirigé par un gouverneur prussien, Ludwig Hassenpflug, qui succède cette année-là à un autre prussien, Friedrich Wilhelm von Goedecke. En outre, le Luxembourg fait toujours partie de la confédération germanique (qui récupère, par le même traité, la partie orientale de la province de Limbourg à la suite de la scission du Limbourg) ce qui induit que l'armée prussienne soit toujours en garnison dans la forteresse de Luxembourg, conjointement avec l'armée néerlandaise sous le commandement du général prussien originaire de La Haye, Frédéric Dumoulin. Les gouverneurs de la forteresse sont également prussiens : 1839 voyant la transition entre le Generalleutnant Ludwig Wilhelm von Hesse-Homburg et Friedrich Wilhelm von Hessen (de).
1839 est plus souvent vue comme la date de la troisième des partitions du Luxembourg, par exemple par Nicolas Ries, dans son Essai d’une psychologie du peuple luxembourgeois de 1911. Il s'agit aussi d'une date douloureuse de l'histoire du Luxembourg dont les contemporains tant belges que luxembourgeois voient l'imposition de ce traité par les puissances européennes comme une véritable déchirure après près de neuf siècles de vie commune. Les innombrables pétitions des communes luxembourgeoises en faveur du maintien à la Belgique en témoignent. Parmi de nombreux exemples, voici celle de Mamer :

« Le conseil communal de Mamer, à MM. les membres de la chambre des représentants.
Messieurs,
Lorsqu’en 1831 la Belgique a été envahie, les Luxembourgeois n’ont pas fait défaut ; ils ont tous répondu à l’appel fait par le régent ; mais aussi ils ont compté sur les paroles rassurantes de ce chef :
« Luxembourgeois ! Vous êtes, vous resterez Belges ; vos frères des autres provinces ne vous abandonneront jamais. » Nous avons cru à ces paroles ; nous y avons cru d’autant plus volontiers que notre bonheur était attaché à cette belle promesse ; nous y croyons encore aujourd’hui, messieurs, au jour que nous sommes menacés de nouveau par les négociations reprises à Londres, et dont le traité des 24 articles doit faire la base ; traité inique, conclut sans et malgré nous, que nous repoussons de tous nos moyens, dussions-nous encore une fois courir les chances d’une opposition à main armée. »

De leur côté, les parlementaires belges tiennent un discours tout aussi tranché voire virulent. Certains finissent malgré tout par se résigner, comme Jean-Baptiste Nothomb, qui déclare : « Comme luxembourgeois, je déplore plus que personne le sort d’une province sacrifiée aux implacables exigences de la politique européenne ». Lors du vote pour l'adoption du traité par la Chambre des représentants, le 19 mars 1839, le député Alexandre Gendebien tonne d'une phrase restée célèbre, avant de démissionner juste après le vote à l'instar d'autres de ses collègues : 

« Non, 380000 fois non pour 380000 Belges que vous sacrifiez à la peur ! »

#### Utilisation de la date
Cependant, en 1939, la date de signature de ce traité a été reprise par les autorités luxembourgeoises pour commémorer un « 100e anniversaire du Luxembourg ». L’idée de commémorer un « centenaire » remonte à une note rédigée en 1934 par Albert Wehrer, conseiller de gouvernement. Dans le contexte particulier de la fin des années 1930 en Europe et de la crainte du déclenchement de la Seconde Guerre mondiale, le gouvernement luxembourgeois entend unifier la population et déclare dans une note du ministère d’État rédigée le 5 novembre 1938, que « la commémoration du centenaire doit unir dans un même sentiment patriotique toutes les classes de la population et attester aux yeux de l’étranger notre raison d’être, notre vitalité et notre volonté d’indépendance ». Il s’agit là d’affirmer le caractère indépendant du Luxembourg face à la politique annexionniste du Troisième Reich.
Il en est ensuite de même en 1989 pour le « 150e anniversaire», à l'occasion duquel est créée une « Commission gouvernementale pour la Commémoration des Anniversaires nationaux 1989-1990 » avec, pour président, l’historien Gilbert Trausch. En 2014, les autorités fêtent le 175e anniversaire avec, entre autres, une « séance académique de commémoration du 175e anniversaire du Traité de Londres » est organisée au Cercle Cité de Luxembourg-ville qui réunit, parmi les invités d'honneur et les historiens, le grand-duc Henri ou encore le premier ministre Xavier Bettel.
Le choix de l'utilisation de cette date est toutefois fortement critiqué par de nombreux historiens, qui la qualifient de « choix politique et pas historique », comme Michel Pauly dans son discours à l'occasion du « 175e anniversaire du grand-duché » en 2014. D'aucuns comme Denis Scuto affirment même que le Luxembourg s'est « inventé son indépendance ».

### 1848
La révolution luxembourgeoise de 1848 éclate dans le sillage du Printemps des Peuples et permet au grand-duché de Luxembourg de se doter de sa première véritable Constitution après qu'un premier texte ait été rédigé en 1841 : la Constitution d'États. C'est également à partir de 1848 que le premier gouvernement du Luxembourg est mis sur pied avec, comme Premier ministre, le premier véritable luxembourgeois a avoir été gouverneur du Luxembourg : Gaspard-Théodore-Ignace de La Fontaine. Celui-ci est remplacé dans cette dernière fonction par Henri d'Orange-Nassau, en qualité de lieutenant-représentant du grand-duc de Luxembourg, Guillaume II, son père. De leur côté, les Pays-Bas révisent également leur Constitution le 11 octobre 1848, et plus aucune mention n'y est faite du Luxembourg, mis à part le droit du souverain néerlandais de porter la couronne conjointe de grand-duc de Luxembourg.
En 1957, Albert Calmes cite l'année 1848 comme « l’année marquante pour le Luxembourg en politique intérieure. Et pourtant, cette année y est si peu connue dans ses causes et ses péripéties que le centenaire de 1848, dûment commémoré dans les autres pays, est passé inaperçu au Grand-Duché. Ce qui est d’autant plus étonnant que l’actuelle constitution de ce pays n’est autre chose que celle élaborée en 1848 - maintenue depuis en dépit d’une période de réaction intercalée à partir de 1856 - et adaptée au cours des générations à l’évolution politique et sociale. L’ignorance de ce qui s’est passé en 1848 lors de l’irruption de la population luxembourgeoise dans la vie publique est d’autant plus regrettable que la vie morale d’un peuple réside en bonne partie dans le sentiment de son passé ».
En 1993 le Tageblatt et le Luxemburger Wort consacrent plusieurs articles au « 145e anniversaire du Luxembourg ». 1848 marque précisément l'année de naissance du Luxemburger Wort  à la suite de l’abolition de la censure médiatique, qui permet la création d’un journal catholique dans le grand-duché.
En 1998, une cérémonie officielle a lieu à Ettelbruck afin de commémorer les 150 ans de la création de la Chambre des députés.

### 1867

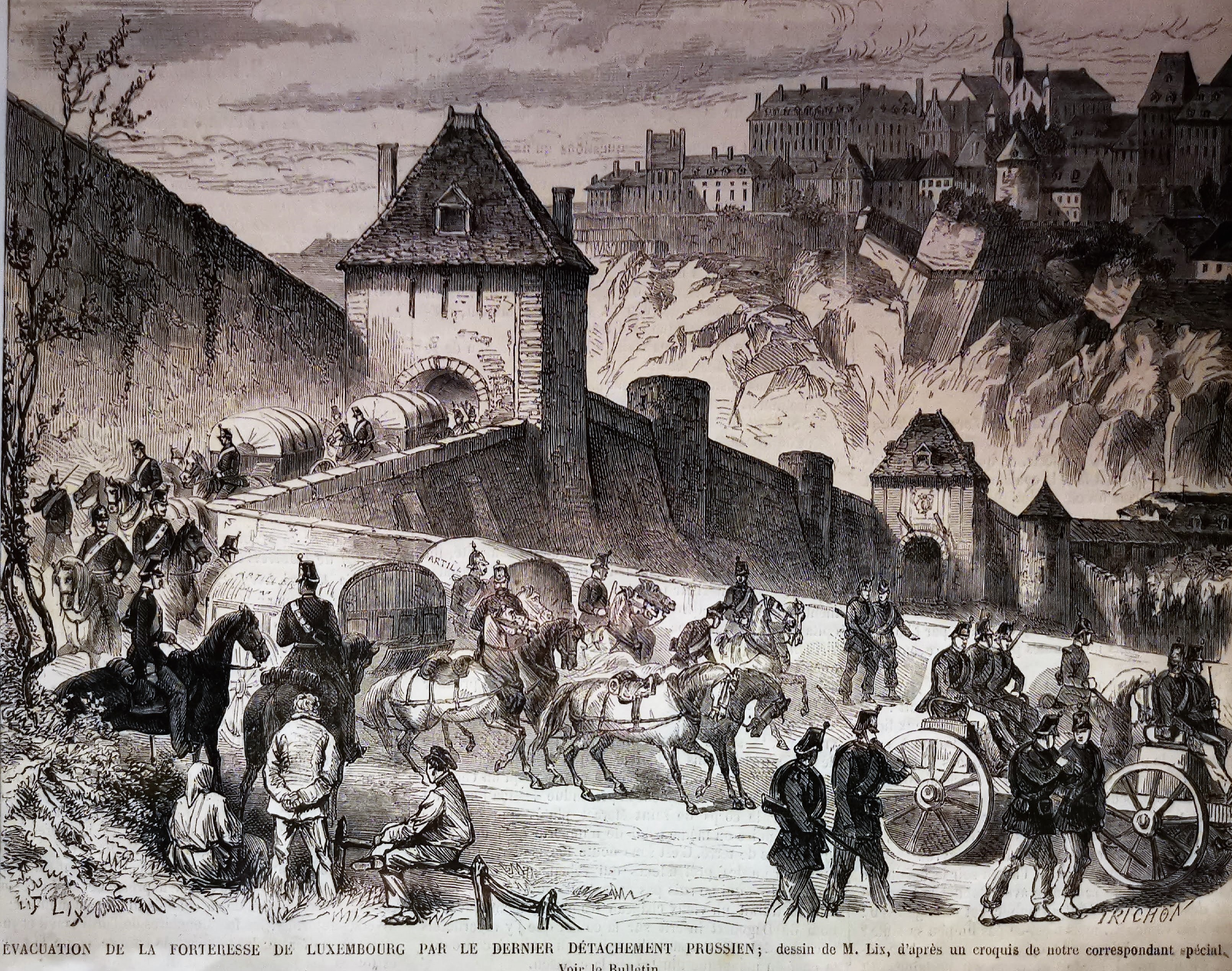
Le départ de l'armée prussienne en garnison dans la forteresse de Luxembourg, avant le début de son démentelement en 1867.

À la suite de la crise luxembourgeoise de 1867, les puissances européennes se réunissent lors de la conférence de Londres qui aboutit au traité de Londres, signé le 11 mai 1867, reconnaissant et garantissant la neutralité du grand-duché de Luxembourg. Il contraint également la Prusse à évacuer sa garnison de la forteresse de Luxembourg et confirme la possession du grand-duché par le grand-duc Guillaume III, obligeant toutefois celui-ci à démanteler la forteresse. La France renonce également à ses prétentions sur le grand-duché, clôturant un nouveau chapitre de la question du Luxembourg.
L'année précédente, la dissolution de la confédération germanique avait déjà libéré le grand-duché d'une partie de l'influence prussienne et de la Diète germanique. Bien qu'il ne rejoigne pas la confédération de l'Allemagne du Nord, le Luxemborug demeure membre de l'union douanière allemande appelée Zollverein.
Dans son Manuel d’histoire nationale de 1918, Arthur Herchen considère que 1867 représente l'« une des dates les plus mémorables de notre histoire nationale » et précise que  « Les malheurs de la guerre, qui sévit depuis 1914 sur toute l’Europe, ne nous ont pas permis de célébrer, en 1917, comme il aurait convenu, le cinquantième anniversaire de cette date ». La presse luxembourgeoise de l'époque consacre en effet de nombreux articles au cinquantenaire de 1867.